# لعل باغ
۱۲°۵۷′شمالی ۷۷°۳۵′شرقی / ۱۲٫۹۵°شمالی ۷۷٫۵۹°شرقی
لعل باغ (به انگلیسی: Lal Bagh) یک باغ گیاه‌شناسی در بنگلور هند با بیش از ۲۰۰ سال سابقه است. این باغ ابتدا در زمان حیدر علی طراحی و ساخته شد و قبل از استقلال هند تحت نظارت چندین سرپرست بریتانیایی اداره می‌شد. مسئول معرفی و تکثیر گیاهان زینتی متعدد و همچنین گیاهان دارای ارزش اقتصادی بود. همچنین به عنوان یک پارک و فضای تفریحی، با یک خانه شیشه‌ای مرکزی متعلق به سال ۱۸۹۰ که برای نمایش گل استفاده می‌شد، عملکرد اجتماعی و زیبایی‌شناسی داشت. در دوران مدرن نیز میزبان دو نمایش گل همزمان با هفته روز جمهوری هند (۲۶ ژانویه) و روز استقلال (هند) (۱۵ اوت) است. به عنوان یک فضای سبز شهری همراه با پارک کوبون، این پارک میزبان گونه‌های وحشی متعددی از پرندگان و سایر حیات وحش است. این باغ همچنین دارای یک دریاچه در مجاورت یک صخره بزرگ است که بر روی آن برج مراقبتی در زمان سلطنت کمپگودا دوم ساخته شده بود.